# Lijst van coaches van het Estisch voetbalelftal (mannen)
Dit is een lijst van bondscoaches van het Estisch voetbalelftal mannen.

## Bondscoaches
| Naam              | Land van herkomst | Begin periode     | Einde periode     | Prijzen | Opmerkingen/Wijze van vertrek                     |
| ----------------- | ----------------- | ----------------- | ----------------- | ------- | ------------------------------------------------- |
| Fritz Kerr        | Oostenrijk        | 1 juli 1925       | 30 juni 1926      |         |                                                   |
| Antal Mally       | Hongarije         | 16 juni 1927      | 13 augustus 1927  |         |                                                   |
| Fritz Kerr        | Oostenrijk        | 1 juni 1930       | 30 september 1930 |         |                                                   |
| Albert Vollrat    | Sovjet-Unie       | 30 mei 1931       | 1 september 1932  |         |                                                   |
| Antal Mally       | Hongarije         | 12 juni 1935      | 18 september 1935 |         |                                                   |
| Bernhard Rein     | Estland           | 3 juni 1937       | 5 september 1937  |         |                                                   |
| Elmar Saar        | Estland           | 29 juni 1939      | 27 augustus 1939  |         |                                                   |
| Eduard Belkin     | Sovjet-Unie       | 1 januari 1972    | 31 december 1977  |         |                                                   |
| Uno Piir          | Estland           | 1 december 1991   | 31 december 1993  |         |                                                   |
| Roman Ubakivi     | Estland           | 1 januari 1994    | 31 december 1995  |         |                                                   |
| Teitur Thórdarson | IJsland           | 1 januari 1996    | 30 juni 1999      |         |                                                   |
| Tarmo Rüütli      | Estland           | 1 juli 1999       | 31 december 2000  |         |                                                   |
| Arno Pijpers      | Nederland         | 1 november 2000   | 2 oktober 2004    |         | Ontslag genomen, Jelle Goes vervangt hem          |
| Jelle Goes        | Nederland         | 7 oktober 2004    | 30 juni 2007      |         | Ontslag genomen, Viggo Jensen vervangt hem        |
| Viggo Jensen      | Denemarken        | 17 juli 2007      | 30 november 2007  |         | Contract niet verlengd, Tarmo Rüütli vervangt hem |
| Tarmo Rüütli      | Estland           | 1 januari 2008    | 4 december 2013   |         | Ontslag genomen, Magnus Pehrsson vervangt hem     |
| Magnus Pehrsson   | Zweden            | 5 december 2013   | 14 september 2016 |         | Ontslag genomen, Martin Reim vervangt hem         |
| Martin Reim       | Estland           | 14 september 2016 | 17 juni 2019      |         | Contract ontbonden, Karel Voolaid vervangt hem    |
| Karel Voolaid     | Estland           | 3 juli 2019       | 31 december 2020  |         | interim,Thomas Häberli vervangt hem               |
| Thomas Häberli    | Zwitserland       | 5 januari 2021    |                   |         |                                                   |

EJL · A-internationals · Bondscoaches · Statistieken · Estisch vrouwenelftal · Olympisch elftal · Estland U21 · Estland U20 · Estland U19 · Estland U18 · Estland U17 · Estland U16
1920 – 1929 ·
1930 – 1939 ·
1940 – 1949 ·
1950 – 1990 · 
1990 – 1999 ·
2000 – 2009 ·
2010 – 2019 ·
2020 − 2029
OS 1924
1920 ·
1921 ·
1922 ·
1923 ·
1924 ·
1925 ·
1926 ·
1927 ·
1928 ·
1929 · 
1930 · 
1931 · 
1932 · 
1933 · 
1934 · 
1935 · 
1936 · 
1937 · 
1938 · 
1939 · 
1940 · 
1941 · 
1942 · 
1943 · 1944 · 
1945 · 
1946 · 
1947 · 
1948 · 
1949 · 
1950 – 1990 · 
1991 · 
1992 · 
1993 · 
1994 · 
1995 · 
1996 · 
1997 · 
1998 · 
1999 · 
2000 · 
2001 · 
2002 · 
2003 · 
2004 · 
2005 · 
2006 · 
2007 · 
2008 · 
2009 · 
2010 · 
2011 · 
2012 · 
2013 · 
2014 · 
2015 · 
2016 ·
2017 ·
2018 ·
2019 ·
2020
Albanië ·
Andorra ·
Angola ·
Antigua en Barbuda ·
Argentinië ·
Armenië ·
Azerbeidzjan ·
België ·
Bosnië-Herzegovina ·
Brazilië ·
Bulgarije ·
Canada ·
Chili ·
China ·
Cyprus ·
Denemarken ·
Duitsland ·
Ecuador ·
Egypte ·
El Salvador ·
Engeland ·
Equatoriaal-Guinea ·
Faeröer ·
Fiji ·
Filipijnen ·
Finland ·
Frankrijk ·
Georgië · 
Gibraltar ·
Griekenland ·
Hongarije ·
Hongkong ·
Ierland ·
IJsland ·
Indonesië ·
Irak ·
Israël ·
Italië ·
Jordanië ·
Kazachstan ·
Kirgizië ·
Kroatië ·
Letland ·
Libanon ·
Liechtenstein ·
Litouwen ·
Luxemburg ·
Malta ·
Marokko ·
Mexico ·
Moldavië ·
Montenegro ·
Nederland ·
Nieuw-Caledonië ·
Nieuw-Zeeland ·
Noord-Ierland ·
Noord-Macedonië ·
Noorwegen ·
Oekraïne ·
Oezbekistan ·
Oman ·
Oostenrijk ·
Polen ·
Portugal ·
Qatar ·
Roemenië ·
Rusland ·
Saint Kitts en Nevis ·
San Marino ·
Saoedi-Arabië ·
Schotland ·
Servië ·
Slovenië ·
Slowakije · 
Spanje ·
Tadzjikistan ·
Thailand ·
Trinidad en Tobago ·
Tsjechië ·
Turkije ·
Turkmenistan ·
Uruguay ·
Vanuatu ·
Venezuela ·
Verenigde Arabische Emiraten ·
Verenigde Staten ·
Vietnam ·
Wales ·
Wit-Rusland ·
Zweden ·
Zwitserland